# Chengu
Chengu (kinesiska: 陈古镇, 陈古) är en köping i Kina. Den ligger i provinsen Sichuan, i den sydvästra delen av landet, omkring 110 kilometer öster om provinshuvudstaden Chengdu. Antalet invånare är 15 475. Befolkningen består av 7 633 kvinnor och 7 842 män. Barn under 15 år utgör 17,0 %, vuxna 15-64 år 68 %, och äldre över 65 år 14,0 %.
Genomsnittlig årsnederbörd är 1 312 millimeter. Den regnigaste månaden är juli, med i genomsnitt 321 mm nederbörd, och den torraste är december, med 6 mm nederbörd.